# Irena Degutienė

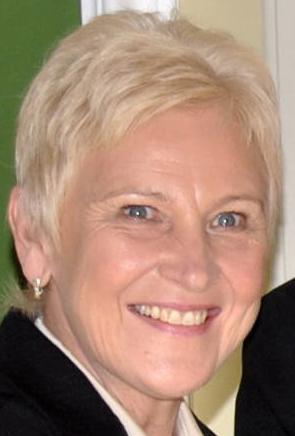
Irena Degutienė, 2009

Irena Degutienė (* 1. Juni 1949 in Šiauliai) ist eine litauische konservative Politikerin. Bis November 2020 war sie stellvertretende Vorsitzende des litauischen Seimas, erste litauische Parlamentspräsidentin (als Frau), zweimalige Premierministerin.

## Ausbildung und Beruf
Nach der Oberschule von Druskininkai besuchte sie von 1967 bis 1968 zunächst die Hochschule für Bildende Kunst von Kaunas. Anschließend absolvierte sie ein Studium der Medizin an der Universität Vilnius, das sie 1974 abschloss. Danach war sie als Ärztin im Baumwollkombinat Alytus tätig, ehe sie von 1976 bis 1994 Ärztin am Rotkreuz-Krankenhaus der Universität Vilnius war. Dabei folgten im Laufe der Jahre Fortbildungen in den Fachgebieten Anästhesie, Reanimation und Gastroenterologie.

## Politische Laufbahn
Nach der Unabhängigkeit Litauens am 11. März 1990 wurde sie 1994 Staatssekretärin im Gesundheitsministerium. 1996 erfolgte dann ihre Wahl zur Abgeordneten des Parlaments (Seimas), wo sie bis 2020 Vertreterin der konservativen Vaterlandsunion (Tėvynės Sąjunga) war.
Am 27. November 1996 wurde sie von Premierminister Gediminas Vagnorius zur Ministerin für Soziale Angelegenheiten und Arbeit berufen. Nach dem Rücktritt von Vagnorius wurde sie von Präsident Valdas Adamkus am 4. Mai 1999 zur amtierenden Premierministerin ernannt. Als solche nahm sie bis zum 18. Mai die Amtsgeschäfte war, die sie dann an Rolandas Paksas übergab.
Als Paksas am 27. Oktober 1999 nach nur fünfmonatiger Amtszeit wieder zurücktrat, wurde Degutienė erneut amtierende Premierministerin. Eine Woche später übergab sie das Amt an Andrius Kubilius, in dessen Kabinett sie bis zum 26. Oktober 2000 Sozial- und Arbeitsministerin blieb. Zwischen 2000 und 2004 war sie Stellvertretende Vorsitzende des Ausschusses für Soziales und Arbeit im 9. Seimas. Sie war auch Vorsitzende der Fraktion der Vaterlandsunion im Seimas. Vom November 2008 bis zum September 2009 war sie erste stellvertretende Vorsitzende, vom 17. September 2009 bis 15. November 2012 Vorsitzende im 11. Seimas. Vom 16. November 2012 bis 12. November 2020 war sie stellvertretende Vorsitzende im 12. Seimas.